# Audun Grønvold
Audun Grønvold (Hamar, 28 de febrero de 1976-16 de julio de 2025) fue un deportista noruego que compitió en esquí, en las modalidades de esquí alpino y acrobático.

## Trayectoria
Participó en los Juegos Olímpicos de Vancouver 2010, obteniendo una medalla de bronce en la prueba de campo a través. Ganó una medalla de bronce en el Campeonato Mundial de Esquí Acrobático de 2005, en la misma prueba.
En esquí alpino disputó la Copa del Mundo entre 1996 y 2004, logrando un tercer lugar en 1999.
Se retiró de la competición tras los Juegos de Vancouver 2010. Posteriormente, trabajó como entrenador del equipo noruego de campo a través y fue miembro de la junta directiva de la Federación Noruega de Esquí.
Falleció a los 49 años, al impactar un rayo en la cabaña donde se encontraba de vacaciones; a pesar de haber sido trasladado de urgencia a un hospital, no consiguió recuperarse de las lesiones.

## Medallero internacional
| Juegos Olímpicos   | Juegos Olímpicos   | Juegos Olímpicos  | Juegos Olímpicos |
| Año                | Lugar              | Medalla           | Prueba           |
| ------------------ | ------------------ | ----------------- | ---------------- |
| 2010               | Vancouver (Canadá) | Medalla de bronce | Campo a través   |
| Campeonato Mundial |                    |                   |                  |
| Año                | Lugar              | Medalla           | Prueba           |
| 2005               | Ruka (Finlandia)   | Medalla de bronce | Campo a través   |